# Film de basm
Filmul de basm (film bazat pe basm sau film de poveste) este un gen cinematografic care prezintă aventuri magice ale personajelor de poveste precum prinți și prințese fabuloase, zâne, vrăjitori, pitici, dragoni, balauri, troli, giganți, goblini, elfi, draci, îngeri, sălbatici, diverse zeități, sirene sau tritoni. De asemenea, apar obiecte magice, cum ar pantofi fermecați, fântâni fermecate, haine de invizibilitate, oglinzi magice, mături de vrăjitoare, corn magic etc, apar medii supranaturale (de exemplu, cerul, iadul, lumea de sub suprafața apei, o lume de dincolo necunoscută, un castel fermecat sau magic sau altă clădire, alt tărâm fictiv etc.). De obicei, filmul de basm are ca audiență copii, cu toate acestea este destinat unui grup mare de spectatori de toate vârstele. Filmele de basm alternează între genurile filme pentru copii, filme literare și filme fantastice.

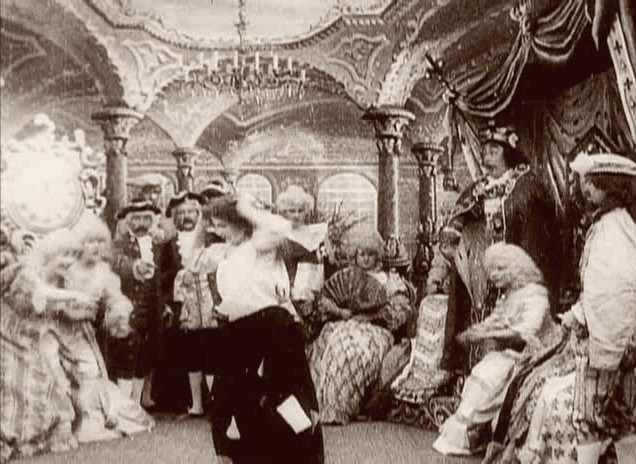
Scenă din filmul Cenușăreasa (1899)

În ceea ce privește tipologia genului, filmul de basm se poate distinge de filmul de fantezie, filmul științifico-fantastic și filmul fantastic, fiind derivat din termenul literar generic al basmului și fantasticului, prin relația dintre lumea reală și minune. Basmul este un tărâm al minunilor care este un plus la lumea noastră de zi cu zi fără să o atingem sau să-i distrugem contextul. Fantasticul, pe de altă parte, dezvăluie o pacoste, o crăpătură, o străpungere ciudată, aproape insuportabilă, în lumea reală. „Filmul fantastic se bazează pe un realism original care este încălcat atunci când apare monstrul sau morții prind viață sau călătorul intră într-o altă lume cu mașina timpului.” „[Minunea basmului] se potrivește armonios cu o lume în care legile cauzalității au fost suspendate de la început.” Miracolul se întâmplă destul de natural și jucăuș, în timp ce fantasticul [filmului fantasy/science fiction] ca o proiectare fictivă a unui posibil real are loc adesea într-un „climat de groază”.
Filmul de basm este unul dintre cele mai vechi genuri de filme. Există numeroase ecranizări ale basmelor clasice populare, saga și legende, dar filmul fantastic se deosebește de filmul de basm prin faptul că filmul fantastic s-a dezvoltat treptat treptat mai aproape de filmul de acțiune. Ca film de artă, filmul des basm este strâns legat de ilustrația de basm și de opera de basm (în franceză opéra féerie). Filmul de basm este cercetat prin teoria filmului și prin cercetarea basmului.
Probabil, primul film de basm a fost filmat în Marea Britanie în 1898, basmul Cenușăreasa a fost ales pentru a fi adaptat într-un film. Un an mai târziu, în Franța a apărut o altă adaptare cinematografică a basmului Cenușăreasa. În 1911, apare probabil primul film românesc de basm, Înșir-te mărgăritare.
Există numeroase filme de basm bazate pe basme culte, scrise de autori ca Hans Christian Andersen, Henrik Hertz, Wilhelm Hauff, Maurice Maeterlinck, Jan Drda, Josef Lada, Richard von Volkmann, Aleksandr Pușkin, Nikolai Gogol, Charles Dickens, Washington Irving sau Astrid Lindgren.
Cu toate acestea, cele mai multe motive întâlnite sunt bazate pe basmele fraților Grimm care sunt canonice la nivel internațional. Unele filme de basm își trag motivele din colecția de basme arabe O mie și una de nopți.

## Exemple
Aceasta este o listă de exemple cu filme de basm și a basmelor/lucrărilor pe care s-au bazat:
- Albă ca Zăpada și cei șapte pitici (1937) - „Albă ca zăpada”.
- Căluțul cocoșat (1975) - după basm în versuri omonim al scriitorului Piotr Erșov.
- Ella Fermecata (2004) - după roman omonim de Gail Carson Levine.[19]
- File de poveste (1987) - roman omonim de William Goldman
- Frumoasa adormită (1959) -  „Frumoasa adormită”.[20]
- Hatifa (1960) - după povestire omonimă a lui Willi Meinck.
- Lampa lui Aladin (1966) - după basmul arab Aladin și lampa fermecată din O mie și una de nopți.
- Neînfricată (2012) - idee originală de Brenda Chapman inspirată de lucrări de Hans Christian Andersen și frații Grimm.[21]
- Pomișorul fermecat (1957) - după Frații Grimm.
- Prințesa cu stea în frunte (1959)[22][23] - după basme de Božena Němcová și Pavol Dobšinský.[24]
- O poveste încâlcită (2010) - „Rapunzel”[25]
- Tinerețe fără bătrânețe (1968) - „Tinerețe fără bătrânețe și viață fără de moarte” cules de Petre Ispirescu.[26][27]
- Trei alune pentru Cenușăreasa (1973) - „Cenușăreasa”.
- O princezne Jasnence a létajícím sevci (1987) - basm de Jan Drda.